# یوروپا یونیورسالیس ۲
یوروپا یونیورسالیس ۲ (انگلیسی: Europa Universalis II) یک بازی استراتژی راهبرد کلان است که توسط پارادوکس دولوپمنت استودیو ساخته و به دست استراتژی فرست در ۱۱ دسامبر ۲۰۱۱ منتشر شد.

## بازخوردها
| ناشر                    | امتیاز |
| ----------------------- | ------ |
| کامپیوتر گیمینگ ورلد    | [ ۱ ]  |
| پی‌سی زون                | 72/100 |
| Computer Games Magazine | [ ۳ ]  |

یوروپا یونیورسالیس ۲ در سال ۲۰۰۲ در کامپیوتر گیمینگ ورلد نامزد بازی استراتژی سال شده بود هرچند که این عنوان به بازی فریدام فورس رسید. یوروپا یونیورسالیس ۲ در کل بازخوردهای قابل قبولی در سایت متاکریتیک به دست آورد.